# Костадин Янчев (футболист)
Вижте пояснителната страница за други личности с името Костадин Янчев.
Костадин Янчев е български футболист, играл като полузащитник. Голяма част от кариерата му преминава в ЦСКА (София), като записва общо 176 мача и 13 гола за отбора в А група. Има 16 участия с националния отбор на България.

## Кариера
Роден е на 19 март 1963 година в Благоевград. Янчев започва кариерата си в Пирин (Благоевград), а през лятото на 1984 г. е привлечен в ЦСКА (София). С „армейците“ става 3 пъти шампион на България, 4 пъти носител на Купата на България и веднъж на Суперкупата. Полуфиналист с отбора за КНК през 1988/89. През следващия сезон е част от тима, който стига до четвъртфинал в КЕШ.
През зимата на 1991 г. Янчев преминава в испанския Лас Палмас. Записва 39 мача с 3 гола за клуба в Сегунда дивисион.
Две години по-късно, през зимата на 1993 г., Янчев се завръща в България и преминава в отбора на Янтра (Габрово), където играе няколко месеца до края на сезон 1992/93. През лятото на 1993 г. осъществява нов трансфер в Монтана. Там също остава един полусезон.
В началото на 1994 г. Янчев се завръща в ЦСКА (София). Остава при „армейците“ през цялата календарна година, но рядко попада в титулярния състав и прекратява кариерата си в началото на 1995 г., малко преди да навърши 32 години.

## Статистика по сезони
| Сезон    | Отбор      | Първенство | Мачове | Голове |
| -------- | ---------- | ---------- | ------ | ------ |
| 1981/82  | Пирин      | Б група    | ?      | ?      |
| 1982/83  | Пирин      | А група    | 26     | 3      |
| 1983/84  | Пирин      | Б група    | ?      | ?      |
| 1984/85  | ЦСКА       | А група    | 27     | 4      |
| 1985/86  | ЦСКА       | А група    | 19     | 1      |
| 1986/87  | ЦСКА       | А група    | 22     | 0      |
| 1987/88  | ЦСКА       | А група    | 30     | 5      |
| 1988/89  | ЦСКА       | А група    | 21     | 1      |
| 1989/90  | ЦСКА       | А група    | 27     | 0      |
| 1990/ес. | ЦСКА       | А група    | 13     | 2      |
| 1991/пр. | Лас Палмас | Сегунда    | 15     | 1      |
| 1991/92  | Лас Палмас | Сегунда    | 24     | 2      |
| 1993/пр. | Янтра      | А група    | 14     | 1      |
| 1993/ес. | Монтана    | Б група    | ?      | ?      |
| 1994/пр. | ЦСКА       | А група    | 13     | 0      |
| 1994/ес. | ЦСКА       | А група    | 4      | 0      |